# Marijan Varešanin
Marijan Varešanin (Gunja, Hrvatska, 1. veljače 1847. – Beč, Austrija, 22. travnja 1917.), hrvatski barun, Feldzeugmeister (general topništva) Austro-Ugarske vojske i guverner Bosne i Hercegovine od 1909. do 1911.

## Životopis

### Vojna karijera
Barun Marijan Varešanin od Vareša je rođen u Gunji 1. veljače 1847. godine. Otac mu je bio vojni časnik u Vojsci Austrijskog Carstva. Nakon stjecanja diplome na kadetskoj školi u Rijeci i na Terezijanskoj vojnoj akademiji u Bečkome Novome Mjestu, barunu Varešaninu je 1866. dodijeljen čin Leutnant-a (poručnik). Od 1869. do 1871. pohađao je k.u.k. Kriegsschule (ratna škola) u Beču. 1872. godine bio je promaknut u čin Oberleutnant-a (natporučnik), te je potom službovao u Lavovu, Zagrebu, Zadru, Beču i Pragu. Od 1887. barun Varešanin je služio kao načelnik glavnog stožera u vojnom zapovjedništvu u Zadru. Nakon stjecanja čina Oberst-a (pukovnik), od 1893. godine, bio je zapovjednik "48. pješačke brigade" u Przemyślu u Poljskoj. 1894. je promoviran u čin Generalmajor (general-bojnik). 1897. postavljen je za zapovjednika "18. pješačke divizije" u Mostaru, te je bio promaknut u čin Feldmarschalleutnant (podmaršal). 1903. barun Varešanin je premješten u "15. korpus" u Sarajevo na mjesto zamjenika zapovjednika. Od 1905. bio je vojni zapovjednik Zadra, pa je promaknut u čin Feldzeugmeister-a (general topništva).

### Politička karijera i neuspjeli atentat 1910.
7. listopada 1908. godine, Austro–Ugarska Monarhija je proglasila dekret o aneksiji Bosne i Hercegovine (BiH), a koja je 1878. temeljem odluke Berlinskog kongresa okupirana. Vlada u Beču, posebice vojska, željeli su da na mjesto guvernera (zemaljski poglavar) u BiH dođe barun Varešanin i to kao "energičan i efikasan", dok su određene skupine bosanskih Srba i muslimana držale da je "fanatični klerikalac i hrvatski šovinista". 1909. godine barun Varešanin je postavljen za guvernera BiH. Kao guverner bio je metom tajne srpske terorističke i militarističke organizacije Crna ruka. 15. lipnja 1910. godine, pripadnik Crne ruke Bogdan Žerajić je izvršio neuspjeli atentat na baruna Varešanina. Na baruna Varešanina Žerajić je ispalio pet metaka, te si je potom opalio šesti i posljednji metak u glavu i na mjestu pao mrtav. Nakon atentata, barun Varešanin je ozbiljno počeo razmišljati o mirovini. 10. svibnja 1911. godine predao je zahtjev za razrješenjem na dužnost guvernera BiH. Na toj dužnosti ga je zamijenio feldzeugmeister Oskar Potiorek. Barunu Varešaninu je kralj Franjo Josip I. dodijelio titula baruna, te je 10. srpnja 1911. godine umirovljen. dodijeljen mu je Viteški križ Leopoldova reda. 1912. godine barun Varešanin je posjetio Vareš, te je tamo boravio nekoliko dana. U drugom dolasku sa sobom je donio kosti svoje majke iz Beča i sahranio ih u vareškom selu Oćeviji. Barun Marijan Varešanin preminuo je u Beču, 22. travnja 1917.

### Činovi
- čin Oberleutnant (natporučnik) dodijeljen 1872. godine.
- čin Oberst (pukovnik) dodijeljen 1893. godine.
- čin Generalmajor (general-bojnik) dodijeljen 1894. godine.
- čin Feldmarschalleutnant (podmaršal) dodijeljen 1897. godine.
- čin Feldzeugmeister (general topništva) dodijeljen 1905. godine.

### Odličja
- Viteški križ Leopoldova reda (Ritterkreuz des Österreichisch-kaiserlicher Leopold-Orden)